# تک‌خال‌های کهکشان
«تک‌خال‌های کهکشان» (انگلیسی: Aces of the Galaxy) یک بازی ویدئویی در سبک شوتم آپ است که توسط سییرا اینترتینمنت و در سال ۲۰۰۸ و در پلت‌فرم‌های اکس‌باکس ۳۶۰ و مایکروسافت ویندوز منتشر شده‌است.